# Heart & Soul (シャネルズのアルバム)
『Heart & Soul』（ハート・アンド・ソウル）は、1981年3月21日に発売されたシャネルズ（後のラッツ&スター）の2枚目のアルバム。

## 解説
- B面がカバー曲で占められていた前作『Mr.ブラック』とは異なり、全曲がオリジナル楽曲で構成されている。また、全曲に英題が付けられている。
- 1995年に『CD選書』にて復刻された。

## 収録曲
| #  | タイトル                                            | 作詞               | 作曲     | 編曲       | 時間 |
| -- | --------------------------------------------------- | ------------------ | -------- | ---------- | ---- |
| 1. | 「ストリート・シンフォニー (STREET SYMPHONY)」      | 田代マサシ         | 鈴木雅之 | 村松邦男   | 4:06 |
| 2. | 「アゲイン (AGAIN)」                                | 湯川れい子         | 井上忠夫 | 井上忠夫   | 3:19 |
| 3. | 「トゥナイト (TONIGHT)」(album version)             | 湯川れい子         | 井上忠夫 | 井上忠夫   | 3:09 |
| 4. | 「夢見る16歳 (SIXTEEN DREAMIN')」                   | 佐藤善雄・桑野信義 | 鈴木雅之 | シャネルズ | 3:46 |
| 5. | 「星くずのダンス・ホール (DANCE HALL IN THE SKY)」  | 麻生麗二           | 鈴木雅之 | 村松邦男   | 4:20 |
| 6. | 「シャングリラ (SHANGRILA)」                        | 湯川れい子         | 井上忠夫 | 井上忠夫   | 2:55 |
| 7. | 「オール・ザット・ア・カペラ (ALL THAT A CAPELLA)」 |                    |          |            | 1:14 |

| #   | タイトル                                     | 作詞       | 作曲     | 編曲       | 時間 |
| --- | -------------------------------------------- | ---------- | -------- | ---------- | ---- |
| 8.  | 「街角トワイライト (TWILIGHT)」              | 湯川れい子 | 井上忠夫 | 井上忠夫   | 3:10 |
| 9.  | 「夜明けのワーク・ソング (WORK SONG)」       | 田代マサシ | 鈴木雅之 | シャネルズ | 3:42 |
| 10. | 「涙のテレフォン (TELEPHONE CALLING)」       | 田代マサシ | 鈴木雅之 | シャネルズ | 3:19 |
| 11. | 「あの娘はミステリー (MISS TERRIE)」         | 田代マサシ | 鈴木雅之 | シャネルズ | 3:06 |
| 12. | 「グッド・オールド・ソング (GOOD OLD SONG)」 | 田代マサシ | 鈴木雅之 | シャネルズ | 4:20 |
| 13. | 「スマイル・フォー・ミー (SMILE FOR ME)」    | 麻生麗二   | 村松邦男 | 村松邦男   | 3:31 |

## 曲解説
1. ストリート・シンフォニー
桑野信義の実父・桑野信勝が演奏に参加し[1]、親子でトランペットソロを担当している。
2. アゲイン
「街角トワイライト」のB面曲。
3. トゥナイト
Heart & Soulバージョン。
4. 夢見る16歳
リードボーカルは佐藤善雄と桑野信義。1988年には小泉今日子がカバー・アルバム「ナツメロ」でカバーしている。
5. 星くずのダンス・ホール
売野雅勇（麻生麗二）の作詞デビュー曲である。後に発売されたアルバム『ダンス!ダンス!ダンス!』にも、新たに録音されたバージョンが収録された。
6. シャングリラ
7. オール・ザット・ア・カペラ
8. 街角トワイライト
9. 夜明けのワーク・ソング
10. 涙のテレフォン
リードボーカルは田代マサシ。
11. あの娘はミステリー
12. グッド・オールド・ソング
13. スマイル・フォー・ミー

## ゲストミュージシャン
- ストリート・シンフォニー
トランペット：数原晋・荒木敏男・小林正弘
トロンボーン：中沢忠孝
ハモンドオルガン：山田秀俊
パーカッション：穴井忠臣
コーラス：伊集加代子・鈴木宏子・和田夏代子
- 夢見る16歳
パーカッション：穴井忠臣
ストリングス：加藤グループ
- 星くずのダンス・ホール
ガットギター：杉本喜代志
アコースティック・ギター：吉川忠英
ウッドベース：高水健司
ソリーナ：山田秀俊
パーカッション：穴井忠臣
- 街角トワイライト
パーカッション：穴井忠臣
ストリングス：加藤グループ
- 夜明けのワーク・ソング
アルトサックス：JAKE CONCEPCION
テナーサックス：村岡健・斉藤清
バリトンサックス：砂原忠臣
キーボード：山田秀俊
スライドギター：村松邦男
パーカッション：穴井忠臣
- 涙のテレフォン
ハモンドオルガン：山田秀俊
グロッケンシュピール：金山均
- あの娘はミステリー
マリンバ：金山均
パーカッション：穴井忠臣
- スマイル・フォー・ミー
ハモンドオルガン：山田秀俊
パーカッション：穴井忠臣